# Економіка Кенії
Кенія — аграрна країна.

## Сільське господарство
У сільському господарстві зайнято три чверті населення (2007), воно дає близько 30 % ВВП (2015). Велика частина території країни непридатна для сільського господарства. Головними споживчими культурами є кукурудза (2,2 млн т), картопля (1 млн т), банани (510 тис. т). Такі культури, як чай (215 тис. т, 4 місце в світі), кава, пшениця і бавовна, йдуть на експорт. Доходи від експорту чаю і кави нестабільні у зв'язку з частими посухами, неврожаями і падіннями цін на них на світовому ринку. Іншими культурами, що вирощуються в країні, є рис, томати (260 тис. т), ананаси тощо.

## Промисловість
Частка гірничодобувної промисловості в ВВП невелика. Видобувається сода, кухонна сіль та золото.
Розвиток обробної промисловості тут почалося ще при колоніальному режимі — раніше, ніж в інших країнах. Головними галузями обробної промисловості є легка, харчова, текстильна, хімічна, складання автомобілів. Головні промислові центри країни — Найробі і Момбаса.

## Енергетика
2001—2003 року в Кенії працювали електростанції сумарною потужністю 1142 МВт. Електроенергію виробляє державна компанія Kenya Electricity Generating Company (KenGen), заснована в 1997 році. Приватизовані підприємства Kenya Power і Lighting Company (KPLC) займаються передачею і розподілом електроенергії.
У 2010 році всього близько 20 % домогосподарств Кенії були підключені до електричних мереж..

## Транспорт

### Аеропорти
Найбільші: Найробі та Момбаса. Всього — 197 (2013), в тому числі:
- з твердим покриттям — 16
- без твердого покриття — 181

### Автомобільні дороги
- всього — 160,87 тис. км (2013), в тому числі:
  - з твердим покриттям — 11,18 тис. км
  - без твердого покриття — 149,68 тис. км

### Залізниці
- всього — 3334 км (2014 року)

### Водний транспорт
- всього — 1 судно (більше 1000 ГРТ) водотоннажністю 3,737 ГРТ / 5,558 дедвейт

## Туризм
Розвинений туризм. Він забезпечує значну частину валютних надходжень країни. Туристів приваблює клімат, тваринний світ і піщані пляжі. Після теракту в посольстві США в серпні 1998 року число туристів зменшилася.

## Азартні ігри
Азартні ігри в Кенії є популярним і легальним способом розваг. При цьому законність онлайн-казино та ігор в казино не заборонена, але й недостатньо регульована. Інтернет-букмекери є законними за умови, що вони отримали місцеву ліцензію. В Кенії не існує місцевих ліцензованих онлайн-казино, при цьому на ринку є багато операторів без ліцензій.
Азартні ігри є законними в Кенії з 1966 року, згідно із Законом про ставки, лотереї та ігри (BLGA). При цьому, лише місцеві ліцензовані оператори можуть надавати послуги жителям країни. В цій сфері працюють понад 10.000 жителів країни.

## Торгівля
- Експорт: $ 5,679 млрд (2015)
- Статті експорту: чай, кава, нафтопродукти, риба, цемент
- Партнери по експорту: Уганда 11,8 %, США 7,7 %, Нідерланди 7,5 %, Танзанія 7,4 %, Замбія 5,7 %, Велика Британія 5,6 %, Єгипет 4,4 %, Пакистан 4,3 %, ОАЕ 4,1 % (2014 року)
- Імпорт: $ 16,2 млрд (2015)
- Статті імпорту: машини і обладнання, паливо, мотори, сталь, гума та пластик
- Партнери по імпорту: Китай 23,4 %, Індія 21,3 %, США 7,6 %, ОАЕ 6 %, Японія 4,5 % (2014 року)